# 样条插值
在数值分析这个数学分支中，样条插值是使用一种名為样条的特殊分段多项式进行插值的形式。由于样条插值可以使用低阶多项式样条实现较小的插值误差，这样就避免了使用高阶多项式所出现的龙格现象，所以样条插值得到了流行。

## 样条插值
使用多项式插值，对给定数据集进行插值的n阶多项式就被给定数据点所唯一地定义出来。但是，对同样的数据进行插值的n阶样条并不是唯一的，为了构建一个唯一的样条插值式它还必须满足另外n-1个自由度。

## 线性样条插值
线性样条插值是最简单的样条插值。数据点使用直线进行连接，结果样条是一个多边形。
从代数的角度来看，每个Si 都是一个如下
{\displaystyle S_{i}(x)=y_{i}+{\frac {y_{i+1}-y_{i}}{x_{i+1}-x_{i}}}(x-x_{i})}
的线性函数。
样条在每个数据点都必须连续，即
{\displaystyle S_{i}(x_{i+1})=S_{i+1}(x_{i+1})\qquad {\mbox{ , }}i=1,\ldots n-1}
我们很容易得到
{\displaystyle S_{i-1}(x_{i})=y_{i-1}+{\frac {y_{i}-y_{i-1}}{x_{i}-x_{i-1}}}(x-x_{i-1})=y_{i}}
{\displaystyle S_{i}(x_{i})=y_{i}+{\frac {y_{i+1}-y_{i}}{x_{i+1}-x_{i}}}(x-x_{i})=y_{i}}
所以以上论述成立。

## 二次样条插值
二次样条插值可以构建为
{\displaystyle S_{i}(x)=y_{i}+z_{i}(x-x_{i})+{\frac {z_{i+1}-z_{i}}{2(x_{i+1}-x_{i})}}(x-x_{i})^{2}}
通过选择{\displaystyle z_{0}}，然后用递推关系就可以得到系数：
{\displaystyle z_{i+1}=-z_{i}+2{\frac {y_{i+1}-y_{i}}{x_{i+1}-x_{i}}}}

## 三次样条插值
对于{\displaystyle n+1}给定点的数据集{\displaystyle \{x_{i}\}}，我们可以用{\displaystyle n}段三次多项式在数据点之间构建一个三次样条。如果
{\displaystyle S(x)=\left\{{\begin{matrix}S_{0}(x),\ x\in [x_{0},x_{1}]\\S_{1}(x),\ x\in [x_{1},x_{2}]\\\cdots \\S_{n-1}(x),\ x\in [x_{n-1},x_{n}]\end{matrix}}\right.}
表示对函数{\displaystyle f}进行插值的样条函数，那么需要：
- 插值特性，{\displaystyle S(x_{i})=f(x_{i})}
- 样条相互连接，{\displaystyle S_{i-1}(x_{i})=S_{i}(x_{i}),i=1,\ldots ,n-1}
- 两次连续可导，{\displaystyle S'_{i-1}(x_{i})=S'_{i}(x_{i})} 以及 {\displaystyle S''_{i-1}(x_{i})=S''_{i}(x_{i}),i=1,\ldots ,n-1}.

由于每个三次多项式需要四个条件才能确定曲线形状，所以对于组成{\displaystyle S}的{\displaystyle n}个三次多项式来说，这就意味着需要{\displaystyle 4n}个条件才能确定这些多项式。但是，插值特性只给出了{\displaystyle n+1}个条件，内部数据点给出{\displaystyle n+1-2=n-1}个条件，总计是{\displaystyle 4n-2}个条件。我们还需要另外两个条件，根据不同的因素我们可以使用不同的条件。
其中一项选择条件可以得到给定{\displaystyle u}与{\displaystyle v}的钳位三次样条，
{\displaystyle S'(x_{0})=u\,\!}
{\displaystyle S'(x_{k})=v\,\!}
另外，我们可以设
{\displaystyle S''(x_{0})=S''(x_{n})=0\,\!}.
这样就得到自然三次样条。自然三次样条几乎等同于样条设备生成的曲线。
在这些所有的二次连续可导函数中，钳位与自然三次样条可以得到相对于待插值函数f的最小震荡。
如果选择另外一些条件，
{\displaystyle S(x_{0})=S(x_{n})\,\!}
{\displaystyle S'(x_{0})=S'(x_{n})\,\!}
{\displaystyle S''(x_{0})=S''(x_{n})\,\!}
可以得到周期性的三次样条。
如果选择，
{\displaystyle S(x_{0})=S(x_{n})\,\!}
{\displaystyle S'(x_{0})=S'(x_{n})\,\!}
{\displaystyle S''(x_{0})=f'(x_{0}),\quad S''(x_{n})=f'(x_{n})\,\!}
可以得到complete三次样条。

### 三次样条的最小性
三次样条有另外一个非常重要的解释，实际上它是在索伯列夫空间{\displaystyle H^{2}([a;b])}最小化泛函
{\displaystyle J(f)=\int _{a}^{b}|f''(x)|^{2}dx}
的函数。
泛函{\displaystyle J}包含对于函数{\displaystyle f(x)}全部曲率{\displaystyle \left|{\frac {f''(x)}{(1+f'(x)^{2})^{\frac {3}{2}}}}\right|}的近似，样条是{\displaystyle f(x)}最小曲率的近似。
由于弹性条的总体能量与曲率成比例，所以样条是受到{\displaystyle n}个点约束的弹性条的最小能量形状。样条也是基于弹性条设计的工具。

### 使用自然三次样条的插值
它可以定义为
{\displaystyle S_{i}(x)={\frac {z_{i+1}(x-x_{i})^{3}+z_{i}(x_{i+1}-x)^{3}}{6h_{i}}}+\left({\frac {y_{i+1}}{h_{i}}}-{\frac {h_{i}}{6}}z_{i+1}\right)(x-x_{i})+\left({\frac {y_{i}}{h_{i}}}-{\frac {h_{i}}{6}}z_{i}\right)(x_{i+1}-x)}
以及
{\displaystyle h_{i}=x_{i+1}-x_{i}\,\!}.
通过解下面的方程可以得到它的系数。
{\displaystyle \left\{{\begin{matrix}z_{0}=0\\h_{i-1}z_{i-1}+2(h_{i-1}+h_{i})z_{i}+h_{i}z_{i+1}=6\left({\frac {y_{i+1}-y_{i}}{h_{i}}}-{\frac {y_{i}-y_{i-1}}{h_{i-1}}}\right)\\z_{n}=0\end{matrix}}\right.}

## 示例

### 线性样条插值
假设要为带有节点
{\displaystyle (x_{0},f(x_{0}))=(x_{0},y_{0})=\left(-1,\ e^{-1}\right)\,\!}
{\displaystyle (x_{1},f(x_{1}))=(x_{1},y_{1})=\left(-{\frac {1}{2}},\ e^{-{\frac {1}{4}}}\right)\,\!}
{\displaystyle (x_{2},f(x_{2}))=(x_{2},y_{2})=\left(0,\ 1\right)\,\!}
{\displaystyle (x_{3},f(x_{3}))=(x_{3},y_{3})=\left({\frac {1}{2}},\ e^{-{\frac {1}{4}}}\right)\,\!}
{\displaystyle (x_{4},f(x_{4}))=(x_{4},y_{4})=\left(1,\ e^{-1}\right)\,\!}
的函数
{\displaystyle f(x)=e^{-x^{2}}}
找一个线性样条。直接代入样条公式，我们得到如下样条：
{\displaystyle S(x)=\left\{{\begin{matrix}e^{-1}+2(e^{-{\frac {1}{4}}}-e^{-1})(x+1)&x\in [-1,-{\frac {1}{2}}]\\e^{-{\frac {1}{4}}}+2(1-e^{-{\frac {1}{4}}})(x+{\frac {1}{2}})&x\in [-{\frac {1}{2}},0]\\1+2(e^{-{\frac {1}{4}}}-1)x&x\in [0,{\frac {1}{2}}]\\e^{-{\frac {1}{4}}}+2(e^{-1}-e^{-{\frac {1}{4}}})(x-{\frac {1}{2}})&x\in [{\frac {1}{2}},1]\\\end{matrix}}\right.}
样条函数（蓝线）以及所近似的函数（红点）如下图所示：

### 二次样条插值
下图是一个k=4的样条函数（蓝线）与所近似的函数（红线）的例子：